# Provincia de Santiago Zamora
La provincia de Santiago Zamora fue una antigua división política en el periodo republicano de Ecuador creada el 15 de diciembre de 1920 a través de la división de la provincia de Oriente en dos.
La provincia estaba subdividida en los cantones Zamora, Morona, Chinchipe y Macas, estando los cantones Zamora y Chinchipe conformados por tres parroquias cada uno. El 10 de noviembre de 1953, durante la presidencia de José María Velasco Ibarra, se dictó la Ley Especial de Oriente que dividió la región en tres provincias, manteniéndose la de Napo-Pastaza y creando las de Morona Santiago y Zamora Chinchipe.